# Danze delle valli del Santerno e Sillaro
Le danze delle valli del Santerno e Sillaro sono danze tradizionali presenti nella val Santerno e nella val Sillaro in provincia di Bologna. Le feste a ballo delle comunità locali di val Santerno (Borgo Tossignano, Fontanelice, Casalfiumanese, Castel del Rio, Coniale, San Pellegrino, Firenzuola) e di Val Sillaro (Sassoleone, San Clemente, San Martino in Pedriolo, Castel San Pietro Terme) furono animate da suonatori di organetto a tre file, detto "bolognese", spesso accompagnamento da violoncello, chitarra o bassetto a tre corde. Anche violino e mandolino hanno avuto un loro ruolo, pur subordinato in termini numerici, alla presenza degli organetti più versatili e adatti a suonatori non di professione che suonavano soprattutto "a orecchio".

## Danze nella val Santerno
Partendo dall'alta val Santerno e scendendo sino a Imola
- da San Pellegrino: veneziana, trescone, lombardina, saltarello e giga
- da Castel del Rio: mulnesa, trescone, saltarello e sòtis
- da Casalfiumanese: sòtis
- da Fontanelice: roncastella

### La veneziana di San Pellegrino
Questa è la danza più semplice dell'alta valle e appartiene alla famiglia dei tresconi. La denominazione “veneziana” evoca una manfrina, poiché su questa melodia si ballava, a Imola e nella pianura che si distende a nord della via Emilia, una manfrina con le coppie disposte a raggiera sul cerchio di danza. Delso Giannelli, suonatore di organetto originario di San Pellegrino, conosceva questa melodia e la adattò ad un ballo locale brioso, con i ballerini disposti su due lunghe file a centro sala in un assetto simile a quello di una contraddanza. Ma la struttura ternaria della parte galoppata, e la quaternaria che permette di eseguire le figure collocano senza dubbio questa danza nella categoria dei tresconi. Laddove l'inflessione dialettale toscana si incontra e si mescola con quella romagnola (lingua balzerotta) sicuramente si ballano tresconi, e San Pellegrino ne è esempio. L'assetto iniziale prevede di disporsi in gruppi di due coppie, ma tutti i gruppi sono allineati sull'asse longitudinale della sala o dell'aia dove si balla.
- Struttura musicale AB, 6 passate obbligate con eventuale prolungamento della polka finale a gusto dei suonatori.
- Parti del ballo:

1. galoppi/catena/prima figura: stella;
2. galoppi/catena/seconda figura: dos-à-dos;
3. galoppi/catena/terza figura: polka

### Il trescone di San Pellegrino
Il trescone era un ballo diffusissimo su entrambi i lati del crinale appenninico; veniva sì dalla toscana, ma era comune anche sul versante nord, quindi alta val Santerno, quindi in Romagna. Perciò a San Pellegrino Delso Giannelli non proponeva solo la veneziana, bensì questo secondo trescone, la cui disposizione iniziale era peraltro molto simile, ovvero a gruppi di due coppie disposti longitudinalmente a centro sala. La musica in sei ottavi si ripete un numero di volte funzionale al numero di coppie presenti nel ballo in modo che ogni cavaliere abbia eseguito un balletto con ogni dama.
- Struttura musicale: AB, per un numero di passate che permetta di far interagire ogni coppia con tutte le altre
- Parti del ballo:

1. balletto in modalità "alta-valle"
2. girotondo
3. sotto l'arco
4. progressione
5. polka finale

### La lombardina di San Pellegrino
Danza nota anche nelle valli del Savena e del Setta. La sua provenienza dalla Lombardia resta da dimostrare, ma si può notare che presenta una struttura analoga alle courento o alle alessandrine poiché la prima parte musicale è singola, mentre la seconda viene ripetuta. Le altre manfrine romagnole invece seguono tutte lo schema ripetuto sia in prima che in seconda, ovvero AA BB. 
Delso Giannelli la suonava nelle veglie in alta val Santerno, ed era una danza per due coppie: dopo uno “spasso” (passeggiata) in senso anti-orario, agganciati in forma di elica, ogni cavaliere balla con la propria dama poi con la controdama, e con quest'ultima parte in un nuovo spasso. Il balletto in alta val Santerno è molto cadenzato e dà modo ai cavalieri di mettere in evidenza la prestanza atletica.
- Struttura musicale: ABB per almeno 4 passate
- Parti del ballo:

1. spasso con la prima dama e balletto-sempre in modalità "alta valle"
2. balletto con la seconda dama
3. spasso con la seconda dama e balletto
4. ritorno alla prima dama e balletto

### Il saltarello di San Pellegrino
Era uno dei balli più gettonati e richiesto decine di volte nelle veglie dove suonava Delso Giannelli; l'informatrice che ha fornito le indicazioni sulla danza, vedova del Giannelli, ha indicato la terza figura come polka liscia, cosa in netto contrasto con gli altri saltarelli romagnoli (cfr. saltarello) che prevedono in genere una polka in tre appoggi. Delso denominava questo saltarello nelle interviste come “iumlèin” ovvero imolese, quindi probabilmente portato dalla bassa da altri suonatori che lo hanno preceduto. La configurazione dei ballerini è comune a tutti i saltarelli di Romagna, ovverosia tre coppie disposte in guisa di contraddanza, la prima schiera con una dama che tiene per mano due cavalieri, e, di fronte una seconda schiera con un cavaliere che tiene per mano due dame.
- Struttura musicale: AA BB CC, tre passate (spaccata semplice) oppure sei passate (spaccata doppia) a richiesta dei ballerini
- Parti del ballo:

1. saluti
2. balletto della coppia centrale (modalità "alta valle")
3. interazione coi partner laterali
4. ripete il balletto della coppia centrale
5. polka liscia con slittamento di posto, per avere, a turno, ogni coppia in esibizione al centro

### La giga di San Pellegrino
Questa danza, in una versione più cerimoniale, viene ballata a Firenzuola nella festa dell'Aringata; Delso la suonò con il suo organetto a due file per moltissimi anni, poi, in tarda età lasciò l'onore e l'onere dell'esecuzione in fisarmonica a Giovanni Paolini. Secondo la vedova del Giannelli, rispetto alla versione di Firenzuola questa di San Pellegrino era un po' più semplice nella seconda parte, da qui la differenza di denominazione. Giannelli nelle interviste la denominava anche giga maréina. La danza appartiene alla tipologia delle quadriglie, quindi è per 4 coppie disposte in quadrato e prevede 4 figure e 4 cambi di partner. Le dame scalano quindi nelle 4 “case” dei cavalieri per ritornare al partner iniziale sul finire della musica.
- Struttura musicale AABB per 8 passate obbligate per completare tutta la coreografia
- Parti del ballo: le 4 figure sono

1. saluti, top e side
2. otto dei cavalieri, top e side
3. otto delle dame, top e side
4. galoppo, top e side

- ogni figura è intervallata da un cambio partner, quest'ultimo si opera in due fasi

1. girotondo
2. il cambioposto della dama

### La mulnesa di Castel del Rio
Questa danza appartiene al genere delle quadriglie, non prevede scambio di partner ed è un semplice gioco tra coppie in cui ciascuna ha il ruolo di protagonista in una parte del ballo. Nello specifico ogni cavaliere assume in terza figura il ruolo di “traino” cui fa seguito il passo “sotto l'arco” tipica formula presente in tutte le quadriglie.
La ricerca etnomusicologica ha reperito la melodia in una registrazione di Delso Giannelli, suonatore di San Pellegrino, il ballo è stato invece ricordato da diversi informatori di Castel del Rio.
- Struttura musicale: AA BB CC per quattro passate obbligate dalla coreografia
- Parti del ballo:

1. spasso delle 4 coppie a raggiera
2. controspasso
3. balletto (passo "bassavalle") con contropartner
4. idem con partner
5. girotondo e arco

### Il trescone di Castel del Rio
Tra i tresconi di val Santerno spicca questo che è pervenuto dalla memoria di Renato Quercia, il suonatore di riferimento in assoluto, da Castel del Rio. La memoria del ballo invece da signore anziane di Castel del Rio e di Sassoleone. Il ballo prevede una serie di figure che, nonostante la denominazione ufficiale di trescone, ricordano molto la struttura delle manfrine, sin dalla disposizione iniziale delle coppie che è in cerchio a raggiera.
- Struttura musicale: A B C D E per due passate
- Parti del ballo:

1. spasso
2. dos-à-dos e giri di braccia
3. galoppo e braccetto
4. tresca
5. polka

### Il saltarello di Castel del Rio
Fu il ballo più gradito dalla comunità del borgo alidosiano tra fine Ottocento e inizio Novecento. Si ricorda che Renato Quercia lo suonasse sempre con grande brio. La configurazione dei ballerini è comune a tutti i saltarelli di Romagna, ovverosia tre coppie disposte in guisa di contraddanza, la prima schiera con una dama che tiene per mano due cavalieri, e, di fronte una seconda schiera con un cavaliere che tiene per mano due dame. In questa danza ogni cavaliere è protagonista del ballo in una delle tre passate, poiché tutte e tre le dame presenti lo fanno ballare. 
- Struttura musicale: AA BB CC per tre passate (spaccata semplice) o sei passate (spaccata doppia) a richiesta dei ballerini
- Parti del ballo:

1. saluti
2. giri di braccia del cavaliere centrale con le tre dame
3. balletto in modalità "bassa valsanterno"

### La sòtis di Castel del Rio
Renato Quercia, noto suonatore di organetto originario di Castel del Rio, in un'intervista del 1980 la chiamava “quadriglia”. In effetti questa danza veniva ballata da quattro coppie disposte in quadrato e senza cambio di partner. Come le altre sòtis romagnole conosciute - Premilcuore, Palazzuolo sul Senio e Galeata - rappresenta un adattamento locale di balli aristocratici in voga nell'Ottocento in palazzi e castelli; il popolo del contado imitava e adattava magari semplificando. Ne è stata trovata un'ulteriore versione in val Santerno, in uso nella parrocchia di Valmaggiore, suonata però da Luigì Cà d'Mundozz, coetaneo di Renato Quercia. 
- Struttura musicale: AA BB A CC per due volte
- Parti del ballo:

1. "onda" delle dame
2. "rispetti" dei cavalieri
3. saluti al centro
4. sòtis in "fetta di torta"

### La Sòtis di Casalfiumanese
Questa danza era presente nella memoria di Fernando Pompei, suonatore di organetto a tre file di Casalfiumanese, che precisava nelle interviste che questa non fosse melodia sua, bensì di Luigì ed cà d'Mundòzz, un suonatore deceduto appena dopo la seconda guerra mondiale a seguito dell'esplosione di una mina anti-uomo presente nel suo campo. Luigi, proveniente dalla parrocchia di Valmaggiore era un valente organettista, del calibro di Renato Quercia, e del suo repertorio non resta che questo brano; si tratta di una danza dove tutte le coppie si dispongono a raggiera memore quindi della configurazione tipica di una monferrina. Un chiaro esempio di localizzazione di una scottish, un ballo preso dai saloni aristocratici e si trasforma in una danza popolare.
- Struttura musicale: AA BB per (almeno) 4 passate
- Parti del ballo:

1. spasso in senso di sala e girodama
2. contraire e girodama
3. sòtis di coppia

### La roncastella di Fontanelice
Fu la danza più amata e praticata in val Santerno; le coppie si dispongono in "ronda" ed ognuna a turno è chiamata ad esibirsi al centro; nel repertorio valligiano, è l'unica simile alle “rote” dell'Italia meridionale. Dopo una "sfuiarèja" (spannocchiatura), una vendemmia, un raccolto, la comunità contadina si riuniva nell'aia e festa non era finché qualcuno non avesse intonato (con uno strumento povero come un'armonica a bocca o un'ocarina), la roncastella in cui i giovani maschi della comunità potevano esibire la loro prestanza atletica. La melodia è pervenuta da Renato Quercia di Castel del Rio, nel XX secolo noto suonatore di organetto a tre file di cui è stata tramandata ai posteri la memoria. La coreografia è stata ricordata da persone anziane di Fontanelice.
- Struttura musicale: ABAB per ogni coppia che balla, con due passate aggiuntive nel finale;
- Parti del ballo:

1. fuga della dama cui segue il tipico balletto di bassa-valle;
2. fuga del cavaliere cui segue un secondo balletto.

## Danze nella valle del Sillaro
- da Sassoleone: trescone e treccia
- da Castel San Pietro: ballo Castellano o polka di val Sillaro
- da San Clemente: giga e saltarello

Negli anni sessanta del secolo scorso tutta la scena del ballo staccato (bal spécc) in val Santerno ma anche in val Sillaro, quella che notoriamente segna il confine "culturale" tra la Romagna e l'Emilia cadde rapidamente in declino facendo spazio a nuovi balli provenienti da oltreoceano. Le danze autoctone sono state ricuperate grazie ad una ricerca sul campo che si è svolta tra il 2001 e il 2006 per opera di due appassionati musicisti locali. Grazie alle interviste rilasciate da persone longeve sono stati catalogati 14 balli staccati autoctoni (somma delle due valli) di cui era scomparsa la pratica ma non la memoria. I suonatori che ebbero maggior eco nelle due valli furono Oreste Gardelli detto Bagaretta di Imola, Renato Quercia da Castel del Rio, Delso Giannelli da San Pellegrino, nei pressi di Firenzuola, Bruno Landi da San Clemente-val Sillaro, e Italo Ghini da Sassoleone val-Sillaro.

### Il Trescone di Sassoleone
Questo trescone viene ballato da 4 coppie in schema quadrato. È un trescone se si fa fede alla descrizione nominale fornita dall'informatore della musica, il maestro Italo Ghini da Sassoleone, oppure si ritiene quadriglia stando all'informatrice che ha ricordato la danza. La melodia è simile, nella prima parte, a quella in uso in alta val Santerno per la lombardina, ancorché, nella seconda parte, questa musica passa alla modalità minore. A differenza del tono cadenzato della lombardina, facente parte del genere “manfrine” questo ballo è piuttosto brioso, ingrediente tipico dei tresconi.
- Struttura musicale: AA BB per 4 passate vincolate alla coreografia

1. saluti delle coppie “top” delle “side” e polka sul rombo
2. archi e ballo delle coppie 1-3
3. archi e ballo delle coppie 2-4
4. identica alla prima

### La treccia di Sassoleone
La Trèza ad Sasiòn come ebbe a definirla l'informatrice del ballo, mentre Italo Ghini, informatore della musica la definì semplicemente "tresca" un ballo per tre coppie assimilabile per brio e ritmo alla famiglia dei tresconi. Unica nel suo genere tra i balli della Romagna, ma simile ad altri balli presenti nella cultura fine-ottocentesca sia occitana che centro-europea. Nell'esecuzione le coppie formano per l'appunto una treccia al galoppo, seguita da altre figure.
- Struttura musicale: A B C A D per tre passate di modo che ogni coppia abbia avuto il ruolo centrale
- Parti del ballo:

1. treccia
2. saltellato
3. braccia
4. tresca
5. treccia
6. cambia la coppia centrale e ripete tutto

### Ballo castellano, o polka di Val Sillaro
Il ballo è originario della valle del Santerno, ma si è sviluppato in val Sillaro, e più precisamente a Castel San Pietro Terme, grazie al musicista del paese Sandro Zaniboni, il quale nel 1974 lo ha recuperato e inserito nello spettacolo Staseira andein a Trabb, riscrivendone la musica, andata persa negli anni, e ricoreografandone le mosse per i Ballerini Folkloristici di Castel San Pietro Terme, il tutto traendo spunto dai suoi ricordi di bambino quando lo vide ballare col fazzoletto da sua madre Maria originaria di Comezzano sui colli imolesi. È noto infatti anche come “il ballo del fazzoletto” o "ballo dei nastri": la sua peculiarità consisteva nel fatto che all'uomo, durante il balletto, non era permesso toccare la mano della donna; tra le mani destre della coppia era interposto il candido fazzoletto della donzella. La sua struttura è assimilabile alle manfrine, con cambio di partner, danza marcatamente di tipo “sociale” che permette ad ogni dama (o cavaliere) di ballare con tutte le altre persone presenti. 
- Struttura musicale: A BB CC per 4 passate
- Parti del ballo: disposizione iniziale a coppie sul cerchio lineare

1. spasso e controspasso in passo di polka
2. braccia partner e contropartner
3. dos à dos partner e contropartner
4. polka con contropartner e cambio

### Giga di val Sillaro
Danza che fu molto amata nei festini in cui suonò un valente violinista e informatore dei balli antichi di questa valle, Bruno Landi, che sempre visse nella frazione di San Clemente. Di Bruno Landi sono rimasti nella memoria locale due suoi valzer e questa giga ancora praticata, trattandosi di un ballo di coppia, quindi senza cambi e senza tresca.
- Struttura musicale: A B per un numero libero di passate
- Parti del ballo:

1. tonda della coppia che termina con prilla esterna
2. ripete la figura
3. spasso di giga e apertura di spalle
4. ripete la figura e da capo

### Saltarello di val Sillaro
Per la pratica antica del ballo fa testo quanto detto sulla Giga, ma suonatore di riferimento per il saltarello fu un noto fisarmonicista, cieco, di Castel San Pietro: Paolo Benati, detto Pavlén, che lo suonava per il gruppo dei danzerini castellani, che conservano ancora questa danza proveniente dalla memoria storica dei Casadio Loreti, nota famiglia locale di ballerini. Il suonatore di riferimento e informatore attuale è il fisarmonicista Giuseppe Chiusoli. La struttura coreutica è analoga agli altri saltarelli romagnoli, ovverosia tre coppie in due terziglie contrapposte a mo' di contraddanza, con esibizione della coppia centrale che a turno cambia in ognuna delle tre passate musicali.
- Struttura musicale: AA BB CC per tre passate
- Parti del ballo:

1. saluto doppio delle due terziglie ma solo nella prima passata
2. balletto della coppia centrale
3. balletto e braccia delle tre coppie
4. cambio di posto e saluto della nuova coppia centrale
5. ripete il tutto per le ulteriori due passate